# Шавано (округ, Вісконсин)
Шаблон:StateAbbr_ 44°47′ пн. ш. 88°46′ зх. д. / 44.79° пн. ш. 88.76° зх. д.
 Шавано (англ. Shawano County) — округ (графство) у штаті  Вісконсин. Ідентифікатор округу 55115.

## Історія
Округ утворений 1853 року.

## Демографія
За даними перепису 
2000 року 
загальне населення округу становило 40664 осіб, зокрема міського населення було 9449, а сільського — 31215.
Серед них чоловіків — 20311, а жінок — 20353. В окрузі було 15815 домогосподарств, 11154 родин, які мешкали в 18317 будинках.
Середній розмір родини становив 3.
Віковий розподіл населення поданий у таблиці:
| Стать    | До 15 років | 15-21 | 22-29 | 30-39 | 40-49 | 50-65 | 65-85 | Понад 85 |
| -------- | ----------- | ----- | ----- | ----- | ----- | ----- | ----- | -------- |
| Чоловіки | 4361        | 1917  | 1662  | 3037  | 3008  | 3318  | 2675  | 333      |
| Жінки    | 4076        | 1757  | 1643  | 2890  | 2785  | 3363  | 3257  | 582      |

## Суміжні округи
- Меноміні — північ
- Оконто — схід
- Браун — південний схід
- Автаґемі — південь
- Вопака — південь
- Портедж — південний захід
- Марафон — захід
- Ланґлейд — північний захід

## Виноски
1. ↑  U.S. Decennial Census. United States Census Bureau. Архів оригіналу за 19 липня 2018. Процитовано 9 серпня 2015.
2. ↑  Historical Census Browser. University of Virginia Library. Архів оригіналу за 11 серпня 2012. Процитовано 9 серпня 2015.
3. ↑  Forstall, Richard L., ред. (27 березня 1995). Population of Counties by Decennial Census: 1900 to 1990. United States Census Bureau. Архів оригіналу за 18 липня 2015. Процитовано 9 серпня 2015.
4. ↑  Census 2000 PHC-T-4. Ranking Tables for Counties: 1990 and 2000 (PDF). United States Census Bureau. 2 квітня 2001. Архів оригіналу (PDF) за 18 грудня 2014. Процитовано 9 серпня 2015.
5. ↑  State & County QuickFacts. United States Census Bureau. Архів оригіналу за 18 липня 2011. Процитовано 23 січня 2014. [Архівовано 2011-06-06 у Wayback Machine.](англ.) Наведено за англійською вікіпедією.
6. ↑  American FactFinder. Бюро перепису населення США. Архів оригіналу за 26 лютого 2012. Процитовано 31 січня 2008. [Архівовано 2008-05-21 у Wayback Machine.]

| США | Це незавершена стаття з географії США. Ви можете допомогти проєкту, виправивши або дописавши її. |